# 沙州 (阴平)
沙州，中国南北朝时的州，南齐、南梁常封阴平杨氏为沙州刺史。
建元元年（479年），齐高帝以杨广香为督沙州诸军事、平羌校尉、沙州刺史。永明元年（483年），齐武帝以征虏将军杨炅为沙州刺史、阴平王。隆昌元年（494年），以前将军杨炅为使持节、督沙州诸军事、平西将军、平羌校尉、沙州刺史。建武三年（496年），沙州刺史杨炅死后，齐明帝以杨炅子杨崇祖为假节、督沙州军事、征虏将军、平羌校尉、沙州刺史、阴平王。梁武帝天监初年，以杨集始为使持节、都督秦、雍二州诸军事、辅国将军、平羌校尉、北秦州刺史、武都王，杨孟孙爲假节、督沙州诸军事、平羌校尉、沙州刺史、阴平王。